# Greatest Hit (...And 21 Other Pretty Cool Songs)
Greates Hit (... And 21 Other Pretty Cool Songs) är ett samlingsalbum av det amerikanska progressiva rockbandet Dream Theater och släpptes 29 mars 2008. Albumets titel är en anspelan på låten Pull me Under som är bandets enda låt som blivit en topp 10 radiohit. Albumet har med låtar från albumen Images and Words, Awake, Falling into Infinity, Metropolis Pt. 2: Scenes from a Memory, Six Degrees of Inner Turbulence, Train of Thought och Octavarium samt en B-sida till singeln Lie. Sida 1 har namnet The Dark Side och fokuserar på bandets mer metalinfluerade låtar, medan andra sidan The Light Side fokuserar på deras mer melodiösa låtar. Ett flertal av låtarna har kortats ned såsom The Root of All Evil och Sacrificed Sons. 